# Medicina riproduttiva
La medicina riproduttiva è una branca della medicina che si occupa di prevenzione, diagnosi e gestione dei problemi riproduttivi; gli obiettivi includono il miglioramento o il mantenimento della salute riproduttiva e il permettere alle persone di avere figli nel momento in cui lo decidono. Essa si fonda sulla conoscenza dell'anatomia riproduttiva, della fisiologia e dell'endocrinologia, e comprende gli aspetti rilevanti della biologia molecolare, della biochimica e patologia.

## Scopi
La medicina riproduttiva affronta temi di educazione sessuale, la pubertà, la pianificazione familiare, il controllo delle nascite, la sterilità, le malattie del sistema riproduttivo (comprese le malattie sessualmente trasmissibili) e la disfunzione sessuale. Nelle donne, la medicina riproduttiva informa anche sulle mestruazioni, l'ovulazione, la gravidanza e la menopausa, così come sui disturbi ginecologici che colpiscono la fertilità.
Questa disciplina collabora strettamente con l'endocrinologia riproduttiva e l'infertilità, la medicina sessuale e l'andrologia, ma anche in una certa misura con ginecologia, ostetricia, urologia, endocrinologia medica, endocrinologia pediatrica, genetica e psichiatria.

## Metodi
I metodi di valutazione potrebbero includere: tecniche di imaging, esami di laboratorio e chirurgia riproduttiva. Vanno inoltre considerati la consulenza, la farmacologia (ad esempio farmaci per la fertilità), la chirurgia, e altri metodologie.
La fecondazione in vitro è diventata un 'importante modalità di trattamento che ha permesso lo studio dell'embrione prima dell'impianto.

## Istruzione e formazione
Gli specialisti in medicina riproduttiva sono soliti seguire una formazione in ostetricia e ginecologia, seguita da una formazione in endocrinologia riproduttiva e infertilità, o in urologia, seguito da una formazione in andrologia. Per la medicina riproduttiva gli specialisti della contraccezione, possono seguire altri metodi di training. Gli specialisti sono iscritti in organizzazioni come l'American Society of Reproductive Medicine (ASRM) e la Società europea di riproduzione umana ed embriologia (in inglese European Society of Human Reproduction and Embryology-ESHRE).